# Montes de Oca (canton)
Montes de Oca est un canton de la province de San José au Costa Rica.

## Histoire
Le canton a été créé par la loi du 2 août 1915. Son nom honore un ancien représentant du Congrès de la région, Don Faustino Montes de Oca (1859-1902) .

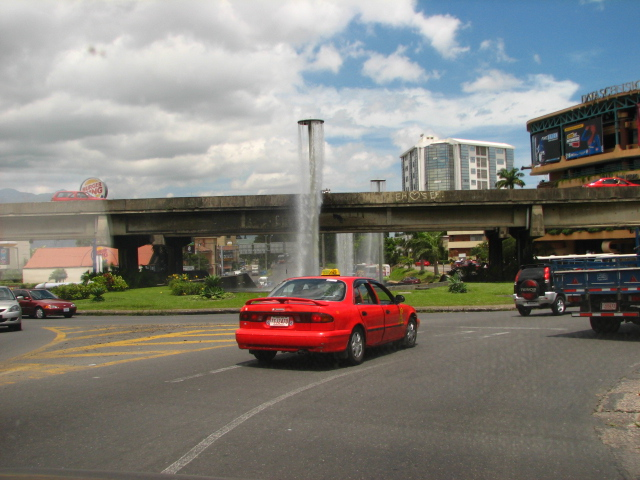
Fuente de la Hispanidad, rond-point sous la route 39 et sur la route 2

## Districts
Le canton de Montes de Oca est subdivisé en quatre districts (distritos) :
| District   | Code postal | Alt. (m) | Superficie (km2) | Pop. (2008) | Coordonnées                 |
| ---------- | --- | -------- | ---------------- | ----------- | --------------------------- |
| San Pedro  | 11501 | 1 205    | 4.82             | 29 245      | 9° 56′ 02″ N, 84° 03′ 16″ O |
| San Pedro  | Barrios (quartiers) : Alhambra, Azáleas, Carmiol, Cedral, Dent (partie), Francisco Peralta (partie), Fuentes, Granja, Kezia, Lourdes, Monterrey, Nadori, Oriente, Pinto, Prados del Este, Roosevelt, San Gerardo (partie), Santa Marta, Saprissa, Vargas Araya, Yoses |          |                  |             |                             |
| Sabanilla  | 11502 | 1 305    | 1.79             | 12 944      | 9° 56′ 48″ N, 84° 02′ 11″ O |
| Sabanilla  | Barrios (quartiers) : Arboleda, Bloquera, Cedros, El Cristo (partie), Españolita, Luciana, Marsella, Maravilla, Rodeo, Rosales, San Marino |          |                  |             |                             |
| Mercedes   | 11503 | 1 200    | 1.39             | 5 063       | 9° 56′ 28″ N, 84° 03′ 12″ O |
| Mercedes   | Barrios (quartiers) : Alma Máter, Damiana, Dent (partie), Guaymí, Paso Hondo, Paulina |          |                  |             |                             |
| San Rafael | 11504 | 1 340    | 7.16             | 8 562       | 9° 56′ 42″ N, 84° 01′ 08″ O |
| San Rafael | Barrios (quartiers) : Alameda, Andrómeda, Begonia, Cuesta Grande (partie), El Cristo (partie), Estéfana (partie), Europa, Liburgia, Mansiones (partie), Maruz, Salitrillos                                                                                            |          |                  |             |                             |